# Schillonie Calvert-Powell
Schillonie Calvert-Powell (* 27. Juli 1988 im Saint James Parish als Schillionie Calvert) ist eine jamaikanische Leichtathletin, die sich auf Sprintdisziplinen spezialisiert hat.

## Sportliche Laufbahn
Erste internationale Erfahrungen sammelte Schillonie Calvert bei den CARIFTA-Games 2004 in Hamilton, bei denen sie im 100-Meter-Lauf in 11,98 s die Goldmedaille in der U17-Altersklasse gewann, wie auch über 200 Meter in 24,18 s. Über 100 Meter qualifizierte sie sich damit für die Juniorenweltmeisterschaften in Grosseto, bei denen sie in 11,60 s auf Rang acht gelangte und mit der jamaikanischen 4-mal-100-Meter-Staffel in 43,63 s die Silbermedaille gewann. Im Jahr darauf gewann sie bei den Jugendweltmeisterschaften in Marrakesch in 11,44 s die Bronzemedaille über 100 Meter und wurde mit der Sprintstaffel (1000 Meter) im Vorlauf disqualifiziert. Anschließend gewann sie bei den Panamerikanischen Juniorenmeisterschaften in Windsor in 11,80 s eine Silbermedaille über 100 Meter. Bei den CARIFTA Games 2005 in Les Abymes siegte sie in 11,51 s über 100 Meter sowie in 44,91 s auch mit der Staffel. Daraufhin siegte sie auch bei den Zentralamerika- und Karibikjuniorenmeisterschaften (CAC) in Port of Spain in 11,39 s über 100 Meter sowie in 23,20 s auch im 200-Meter-Lauf. Bei den Juniorenweltmeisterschaften in Peking gelangte sie über 200 Meter bis in das Halbfinale, in dem sie mit 11,74 s ausschied. Mit der Staffel gewann sie aber in 44,22 s die Bronzemedaille. Im Jahr darauf gewann sie bei den CARIFTA-Games in Providenciales in 11,61 s die Silbermedaille über 100 Meter in der U20-Alterskategorie und bei den Panamerikanischen Juniorenmeisterschaften in São Paulo gewann sie in 23,23 s die Silbermedaille über 200 Meter sowie in 11,47 s bzw. 3:42,17 min Bronze über 100 Meter sowie in der 4-mal-400-Meter-Staffel.
2008 siegte sie bei den U23-NACAC-Meisterschaften in Toluca de Lerdo in 11,24 s über 100 Meter und gewann in 23,33 s die Silbermedaille über 200 Meter. Im Jahr darauf belegte sie bei den CAC-Meisterschaften in Havanna in 11,53 s den fünften Platz über 100 Meter und wurde über die längere Distanz in 24,11 s Siebte. 2012 erhielt sie einen Staffel-Startplatz für die Olympischen Spiele in London, bei denen sie die Silbermedaille hinter den Vereinigten Staaten gewann. Calvert-Powell bestritt dabei gemeinsam mit Samantha Henry-Robinson, Sherone Simpson und Kerron Stewart den Vorlauf; im Finale wurden sie und Henry-Robinson durch Veronica Campbell-Brown und Shelly-Ann Fraser-Pryce ersetzt. Bei den Leichtathletik-Weltmeisterschaften 2013 in Moskau gelangte sie über 100 Meter bis in das Halbfinale, in dem sie mit 11,28 s ausschied und kürte sich dort mit der Staffel in 41,29 s auch zur Staffel-Weltmeisterin. Bei den IAAF World Relays 2014 auf den Bahamas gelangte sie in 42,28 s auf den zweiten Rang hinter den Vereinigten Staaten, ehe sie bei den Commonwealth Games in Glasgow in 11,21 s bzw. 22,94 s auf die Ränge fünf und sechs über 100 und 200 Meter gelangte. Zudem siegte sie dort mit der Staffel in 41,83 s. Bei den IAAF World Relays 2015 siegte sie in 42,14 s und nahm daraufhin erstmals an den Panamerikanischen Spielen in Toronto teil und schied dort über 100 Meter mit 11,29 s im Halbfinale aus, ehe sie mit der Staffel in 42,68 s die Silbermedaille hinter den Vereinigten Staaten gewann.
Vier Jahre später nahm sie über 200 Meter erneut an den Panamerikanischen Spielen in Lima teil und schied dort mit 23,46 s in der ersten Runde aus und belegte mit der Staffel in 43,74 s Rang fünf. Zudem qualifizierte sie sich über 200 Meter für die Weltmeisterschaften in Doha, bei denen sie aber mit 23,52 s bereits im Vorlauf ausschied.

## Persönliche Bestleistungen
- 100 Meter: 10,94 s (−0,1 m/s), 10. Juni 2017 in Mesa
  - 60 Meter (Halle): 7,18 s, 17. Februar 2017 in Flagstaff
- 200 Meter: 22,55 s (−0,2 m/s), 13. September 2011 in Zagreb